# Leon Holzer (komunista)
Leon Holzer (ur. 1902, zm. 1941) – działacz Związku Młodzieży Komunistycznej w Polsce, funkcjonariusz (funk)  Komunistycznej Partii Polski, członek Sekretariatu Krajowego KPP.
Od 1920 działacz młodzieżowej organizacji Bundu - Cukunft. Od  1922 członek  Związku Młodzieży Komunistycznej w Polsce,  1924 przewodniczący ZMK w Krakowie,  funkcjonariusz  KPP. W latach 1937–1938  członek  Tymczasowego  Sekretariatu  Krajowego  KC  KPP. Po agresji ZSRR na Polskę na terenie okupacji sowieckiej. 
Zginął prawdopodobnie w czerwcu 1941  po ataku Niemiec na ZSRR.